# Elsteraue
Elsteraue es un municipio situado en el distrito de Burgenland, en el estado federado de Sajonia-Anhalt (Alemania), a una altitud de 145 metros. Su población a finales de 2015 era de unos 8500 habitantes y su densidad poblacional, 110 hab/km².